# Niobi
El niobi és l'element químic de símbol Nb i nombre atòmic 41. Se situa en el grup 5 i en el 5è període de la taula periòdica dels elements. Fou descobert el 1801 pel químic anglès Charles Hatchett en analitzar un mineral, ara anomenat columbita, procedent de Massachusetts, i l'anomenà columbi. Durant uns anys es cregué que era el mateix element que el tàntal perquè tenen propietats molt semblants, fins que l'alemany Heinrich Rose els diferencià el 1844 i l'anomenà «niobi». Els dos noms foren emprats com a sinònims fins al 1950 que la IUPAC adoptà el nom «niobi». S'obté del mineral piroclor, majoritàriament al Brasil. És un metall dúctil i tou, superconductor a baixes temperatures i que és usat en la indústria metal·lúrgica per reduir la densitat dels acers i augmentar la seva duresa. Es fa servir també en la fabricació d'imants, en la producció de condensadors i altres aplicacions menys importants.

## Història

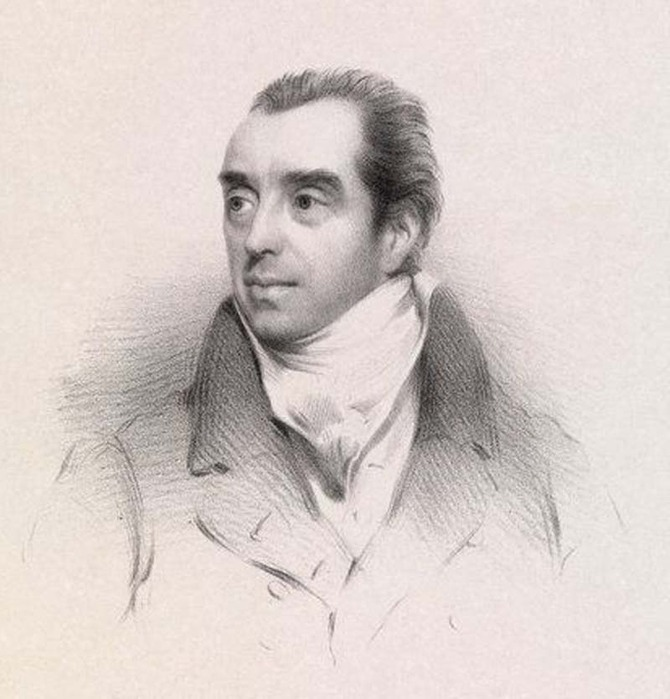
Charles Hatchett

El niobi fou descobert l'any 1801 pel mineralogista i químic anglès Charles Hatchett (1765-1847), després d'un minuciós estudi químic d'un lot del mineral ortoròmbic columbita o pentaòxid de niobi, de fórmula Nb₂ O₅ en un mineral fosc i dens de la col·lecció de Hans Sloane (1660-1753), naturalista escocès i mecenes del Museu Britànic de Londres, que havia sigut de la col·lecció de John Winthrop (1588-1649), primer governador de la colònia de Massachusetts, i que envià a Sloane el seu net. Havien estat trobats a prop de la localitat de Nautneague, avui a Haddam, Connecticut i guardats a la col·lecció mineralògica familiar. Hatchett escalfà el mineral amb carbonat de potassi i dissolgué el producte en aigua. Després neutralitzà la dissolució amb un àcid i precipitaren òxids de ferro, manganès i un òxid desconegut que suposà que es tractava de l'òxid d'un element fins aleshores desconegut. Anomenà el nou element columbi, a partir de Columbia, nom donat a Amèrica i als EUA a partir del nom del seu descobridor Cristòfor Colom.

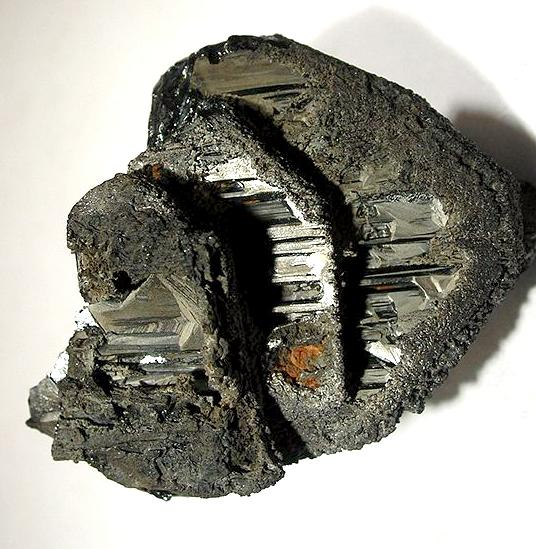
Columbita-(Mn) (Mn,Fe)(Nb,Ta)2O6

Un any més tard, el químic suec Anders Gustav Ekeberg (1767-1813) descobrí un nou element que anomenà tàntal. Però l'eminent químic britànic William Hyde Wollaston (1766–1828) considerà que era el mateix element que el columbi. Cal tenir en compte que les propietats químiques del niobi són gairebé idèntiques a les del tàntal. Berzelius hauria observat aquest element Cb durant algun temps. Mentrestant, Charles Hatchett havia canviat de feina, l'antic químic es va incorporar a la professió de la indústria del transport mecànic, més lucratiu i gratificant, treballant en el negoci de carrosseries de vehicles i carrosseries el seu germà John Hatchett. El 1844, el químic alemany Heinrich Rose (1795-1864) demostrà que la columbita conté ambdós elements. Rose li donà el nom de niobi, en honor de la deessa grega Níobe, filla de Tàntal. La primera mostra pràcticament pura de niobi l'obtingué el químic suec Christian Wilhelm Blomstrand el 1864. El producte obtingut, l'òxid de niobi, és jutjat pel seu autor com a relativament impur, però reconeix que l'operació de separació és significativa per confirmar els últims resultats de Rose i desqualificar la posició de Wollaston. Va continuar els seus estudis desenvolupant un procés de reducció clàssic adequat per al laboratori, reduint el clorur de niobi escalfant-lo en una atmosfera escombrada pel gas hidrogen, per obtenir el niobi metàl·lic.
No va ser fins al 1907 que el niobi pur es va obtenir fàcilment i amb una bona puresa pel químic alemany Werner von Bolton. Però ja l'any 1905 aquest metall havia trobat una sortida per als filaments de les bombetes elèctriques utilitzades abans de 1911. També es fa servir com a «element de reforç», en particular en acers especials. No obstant això, va ser especialment durant el període d'entreguerres quan el canvi tècnic es va generalitzar, primer va substituir el tungstè en els acers per a eines, després es va emprar com a additiu antiesquinçament i anticorrosiu, sobretot en acers inoxidables.
No va ser fins després de la guerra l'any 1946 que es va veure el naixement d'una metal·lúrgia industrial del niobi.
Als EUA el niobi s'anomenà columbi, símbol Cb, fins que la Unió Internacional de Química Pura i Aplicada el 1950 decidí que el nom havia de ser niobi. L'últim article publicat per l'American Chemical Society que esmenta el columbi data del 1953, "Determinació fotomètrica de columbi, tungstè i tàntal en acers inoxidables". El catàleg de productes químics fins d'Aldrich de 2010 encara tenia columbi com a subtítol explicatiu per als nord-americans, i el 2020 continua figurant en publicacions dels EUA com a sinònim de niobi.

## Estat natural i obtenció

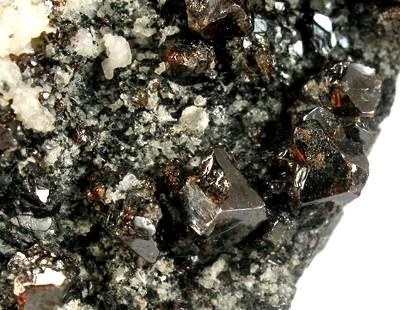
Piroclor

El niobi ocupa la posició 33a pel que fa a abundància dels elements químics a l'escorça terrestre, amb una concentració mitjana de 20 ppm. Se'l troba als sòls i a l'aigua de la mar, però no a l'atmosfera terrestre. S'han descrit 214 minerals que contenen niobi. Els que el contenen amb més d'un 50 % són: lueshita i natroniobita {\displaystyle {\ce {NaNbO3}}} 56,69 %; columbita-(Fe) {\displaystyle {\ce {Fe++Nb2O6}}} 55,03 %; piroclor {\displaystyle {\ce {(Na,Ca)2Nb2O6(OH,F)}}} 52,51 %; kalipiroclor {\displaystyle {\ce {(H2O,Sr)(Nb,Ti)(O,OH)6*(H2O,K)}}} 52,07 i hochelagaïta {\displaystyle {\ce {(Ca,Na,Sr)Nb4O11*8(H2O)}}} 50,58 %.

Inicialment, s'extreia de la columbita, però actualment s'obté majoritàriament del piroclor. El principal productor mundial el 2019 fou el Brasil amb 65.000 tones, seguit del Canadà amb 7 600 tones i la resta de països productors amb 1 500 tones. Les reserves mundials es calcula que superen els 13 milions de tones, la majoria en el mineral piroclor. La Unió Europea el 2014 el classificà com a metall estratègic.

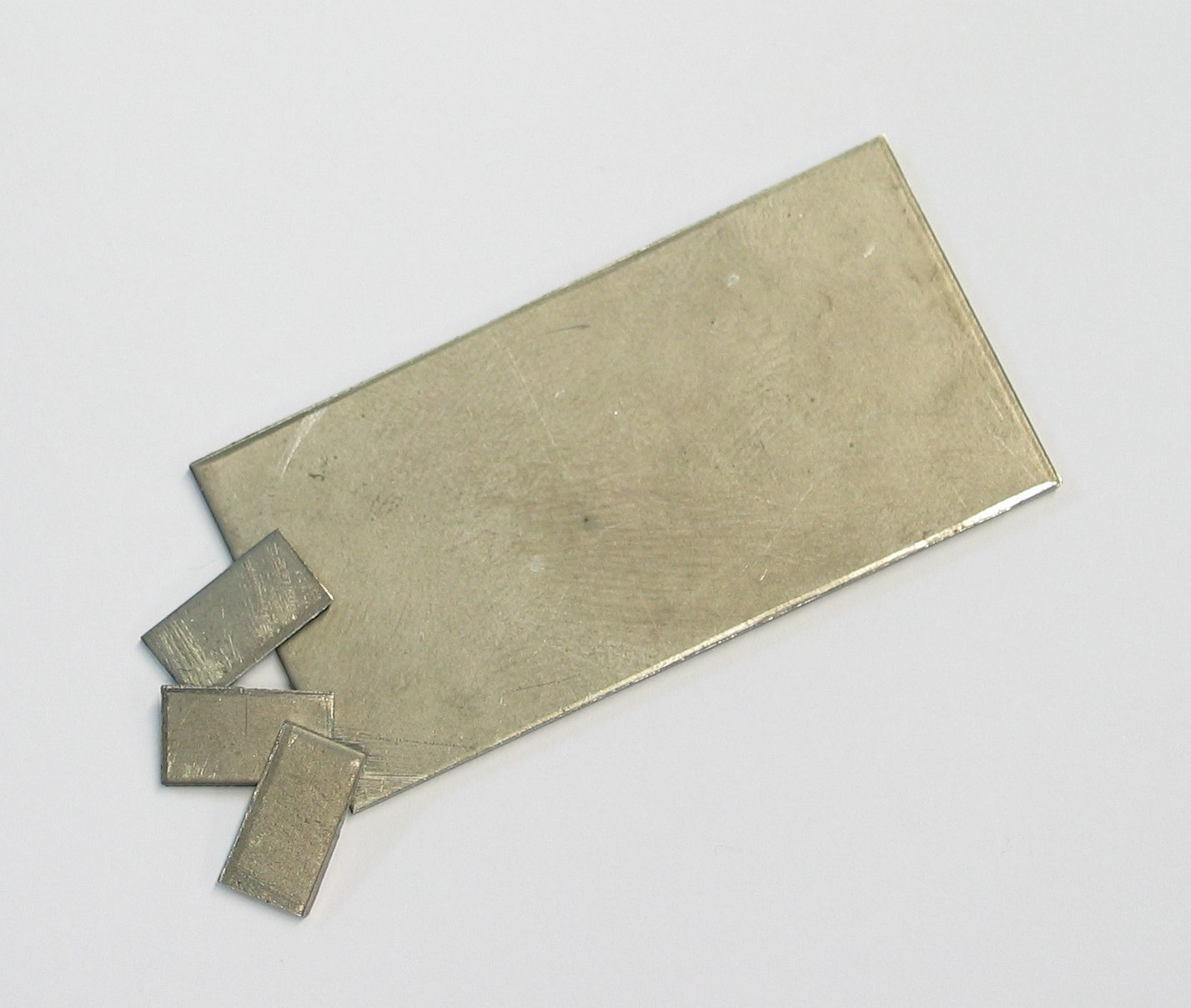
Niobi metàl·lic

La mina més gran de niobi al món es troba a Araxá, Minas Gerais, Brasil, propietat del també productor més gran de Ferroniobi (FeNb) al món, així com d'altres productes derivats del niobi, la companyia es diu CBMM (Companhia Brasileira de Metalurgia i Mineraçao).

## Propietats

### Propietats físiques
És un metall de transició dúctil, tou i gris. Té una densitat de 8,57 g/cm³, punt de fusió 2 477 °C i punt d'ebullició 4 744 °C.

### Propietats químiques
Els estats d'oxidació més comuns del niobi són +2, +3, +5. Les propietats químiques són molt semblants a les del tàntal, que és del mateix grup. Passa a presentar una coloració blava quan entra en contacte amb l'aire a temperatura ambient durant un període llarg de temps. El metall comença a oxidar-se en aire a 200 °C perquè la capa d'òxid que es forma el protegeix. Aquesta mateixa capa evita que reaccioni amb l'aigua.

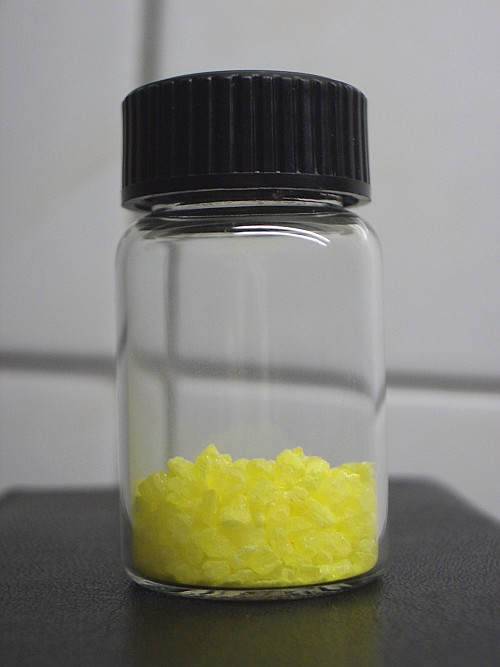
Clorur de niobi(V)

El niobi reacciona amb els halògens en escalfar-se per formar halurs de niobi(5+). Així doncs, el niobi forma el fluorur de niobi(V) {\displaystyle {\ce {NbF5}}}, de color blanc; clorur de niobi(V) {\displaystyle {\ce {NbCl5}}}, groc; bromur de niobi(V) {\displaystyle {\ce {NbBr5}}} de color taronja i iodur de niobi(V) {\displaystyle {\ce {NbI5}}} de color semblant al llautó. Les reaccions són:
{\displaystyle {\ce {2Nb(s) + 5F2(g) -> 2NbF5(s)}}}{\displaystyle {\ce {2Nb(s) + 5Cl2(g) -> 2NbCl5(l)}}}{\displaystyle {\ce {2Nb(s) + 5Br2(g) -> 2NbBr5(s)}}}{\displaystyle {\ce {2Nb(s) + 5I2(g) -> 2NbI5(s)}}}
El niobi no és atacat per la majoria d'àcids a temperatura ambient, però es dissol en àcid fluorhídric {\displaystyle {\ce {HF}}}, o en una barreja d'àcid fluorhídric i àcid nítric, {\displaystyle {\ce {HNO3}}}. Resisteix bé l'atac de bases fuses i només s'hi dissol lentament.
Els composts més importants són l'òxid de niobi(II) {\displaystyle {\ce {NbO}}}, l'òxid de niobi(IV) {\displaystyle {\ce {NbO2}}}, l'òxid de niobi(V) {\displaystyle {\ce {Nb2O5}}}, el borur de niobi {\displaystyle {\ce {NbB}}}, el diborur de niobi {\displaystyle {\ce {NbB2}}}, el carbur de niobi {\displaystyle {\ce {NbC}}}, el carbur de diniobi {\displaystyle {\ce {Nb2C}}}, el nitrur de niobi {\displaystyle {\ce {NbN}}}, el fosfur de niobi {\displaystyle {\ce {NbP}}}, el disilicur de niobi {\displaystyle {\ce {NbSi2}}}, els halurs de niobi(3+) {\displaystyle {\ce {NbF3}}}, {\displaystyle {\ce {NbCl3}}}, {\displaystyle {\ce {NbBr3}}} i {\displaystyle {\ce {NbI3}}}, els halurs de niobi(4+) {\displaystyle {\ce {NbF4}}}, {\displaystyle {\ce {NbCl4}}}, {\displaystyle {\ce {NbBr4}}} i {\displaystyle {\ce {NbI4}}}, els halurs de niobi(5+) ja esmentats, el sulfur de niobi(IV) {\displaystyle {\ce {NbS2}}}, el selenur de niobi(IV) {\displaystyle {\ce {NbSe2}}} i el tel·lurur de niobi(IV) {\displaystyle {\ce {NbTe2}}}.

## Isòtops
Els isòtops coneguts niobi van del número màssic 81 al 115. El niobi natural es compon únicament d'un isòtop estable, el niobi 93. Els radioisòtops més estables són el Nb-92 amb un període de semidesintegració de 34,7 milions d'anys, el Nb-94 amb un període de semidesintegració de 20 300 anys i el Nb-91 amb un període de semidesintegració de 680 anys. També hi ha un isòmer nuclear a 31 keV amb un període de semidesintegració de s 16,13 anys. S'han sintetitzat uns altres 23 radioisòtops. La majoria d'ells amb períodes de semidesintegració menors de dues hores excepte el Nb-95 (35 dies), el Nb-96 (23,4 hores) i el Nb-90 (14,6 hores). El mode de desintegració primari abans del Nb-93 estable és la captura electrònica i el primari després és l'emissió beta amb alguna emissió de neutrons en el primer mode dels dos modes de desintegració del Nb-104, 109 i 110.

## Aplicacions

### Indústria metal·lúrgica
El niobi s'utilitza en la producció d'acer perquè li confereix duresa, acritud, millora la soldabilitat i redueix la seva densitat. El viaducte de Millau, Llenguadoc, França, el més alt del món, està construït amb acer al niobi i el seu pes és un 60 % inferior. Els acers inoxidables microaliats amb niobi s'utilitzen en components estructurals refractaris d'automòbils i aeronaus i en la fabricació de canonades de gas natural en zones àrtiques. El niobi s'utilitza en superaliatges de níquel, cobalt i ferro emprats en components de les toveres dels coets espacials, per exemple, l'injector principal del Mòdul de Servei Lunar Apollo, estava fet en un 89 % de niobi.

### Indústria electrònica
El niobi s'utilitza en la fabricació de condensadors perquè, gràcies a la seva alta constant dielèctrica, és capaç d'emmagatzemar càrregues elèctriques. El niobat de liti s'utilitza en la fabricació de dispositius de comunicacions òptiques.

### Fabricació d'imants
El niobi serveix per a produir camps magnètics molt forts, ja que és superconductor a baixes temperatures. Els camps magnètics produïts per l'aliatge Nb-Ti (niobi-titani) fan aquest material útil per als equips de ressonància magnètica nuclear, i també per a la construcció d'acceleradors de partícules.

### Indústria del vidre i la ceràmica
El niobi s'afegeix al vidre perquè té un alt índex de refracció i permet fer més primes les lents correctives de les ulleres.

### Joieria
En el seu estat natural, el niobi té un color platejat mat. Quan l'element pur s'escalfa o és passat a través d'un camp elèctric, però pot prendre molts colors, anant des del blau al verd i del daurat al vermell. Aquesta propietat ha fet del niobi una opció amb creixent popularitat per als joiers que desitgen crear cèrcols, ratlles, fermalls, arracades i prenedors de metall acolorit.